# Gerhard Möller (Eishockeyspieler)
Gerhard Möller (* 13. Juni 1954 in Hemer) ist ein ehemaliger deutscher Eishockeyspieler, der unter anderem für den EC Deilinghofen bzw. ECD Iserlohn in der Bundesliga gespielt hat.

## Karriere
Gerhard Möller war beim EC Soest aktiv, bevor er im Jahr 1973 zum EC Deilinghofen (ECD) in der 2. Bundesliga stieß. Mit dem Verein stieg er in der Saison 1976/77 erstmals in die Bundesliga auf. Nachdem die inzwischen in ECD Iserlohn umbenannte Mannschaft die Klasse zwischenzeitlich nicht halten konnte, gelang in der Saison 1981/82 der zweite Bundesliga-Aufstieg. Insgesamt zehn Jahre lang spielte der Stürmer für seinen Heimatverein. In dieser Zeit absolvierte er 429 Pflichtspiele, nur Dieter Brüggemann und Gerhald Müll standen noch öfter für den ECD auf dem Eis. Trotz seiner Position galt er in erster Linie als defensivstark.
Ab der Saison 1983/84 setze er seine Karriere beim Herner EV in der 2. Bundesliga fort und spielte ab 1985 parallel auch in der Oberliga-Mannschaft des EHC Unna. Beim ESC Ahaus ließ er an der Seite seines langjährigen ECD-Mitspielers Brüggemann seine Karriere in der Spielzeit 1987/88 ausklingen.

## Erfolge und Auszeichnungen
- 1977 Aufstieg in die Bundesliga mit dem EC Deilinghofen
- 1982 Aufstieg in die Bundesliga mit dem ECD Iserlohn

## Karrierestatistik
(Legende zur Spielerstatistik: Sp oder GP = absolvierte Spiele; T oder G = erzielte Tore; V oder A = erzielte Assists; Pkt oder Pts = erzielte Scorerpunkte; SM oder PIM = erhaltene Strafminuten; +/− = Plus/Minus-Bilanz; PP = erzielte Überzahltore; SH = erzielte Unterzahltore; GW = erzielte Siegtore; 1 Play-downs/Relegation; Kursiv: Statistik nicht vollständig)